# Frequentis
Frequentis AG er en østrigsk flysikkerhedsteknologivirksomhed, der udvikler sikkerhedssystemer til flyvekontroltjeneste og software. De har hovedkvarter i Wien og har i alt 2.150 ansatte.
Virksomheden blev grundlagt i 1947 af Emanuel Strunz i Wien.